# Oncocera
Oncocera är ett släkte av fjärilar som beskrevs av Stephens 1829. Oncocera ingår i familjen mott.

## Bildgalleri

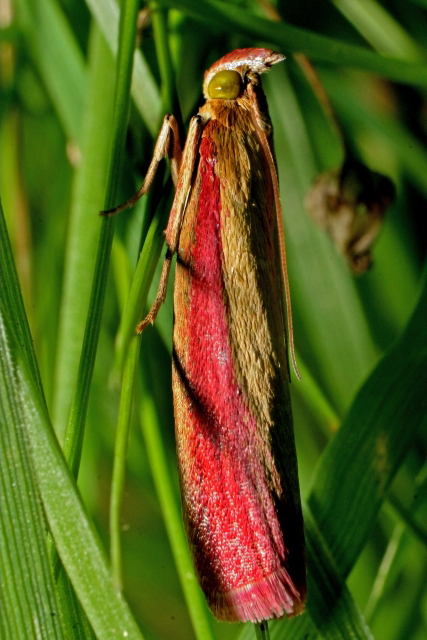
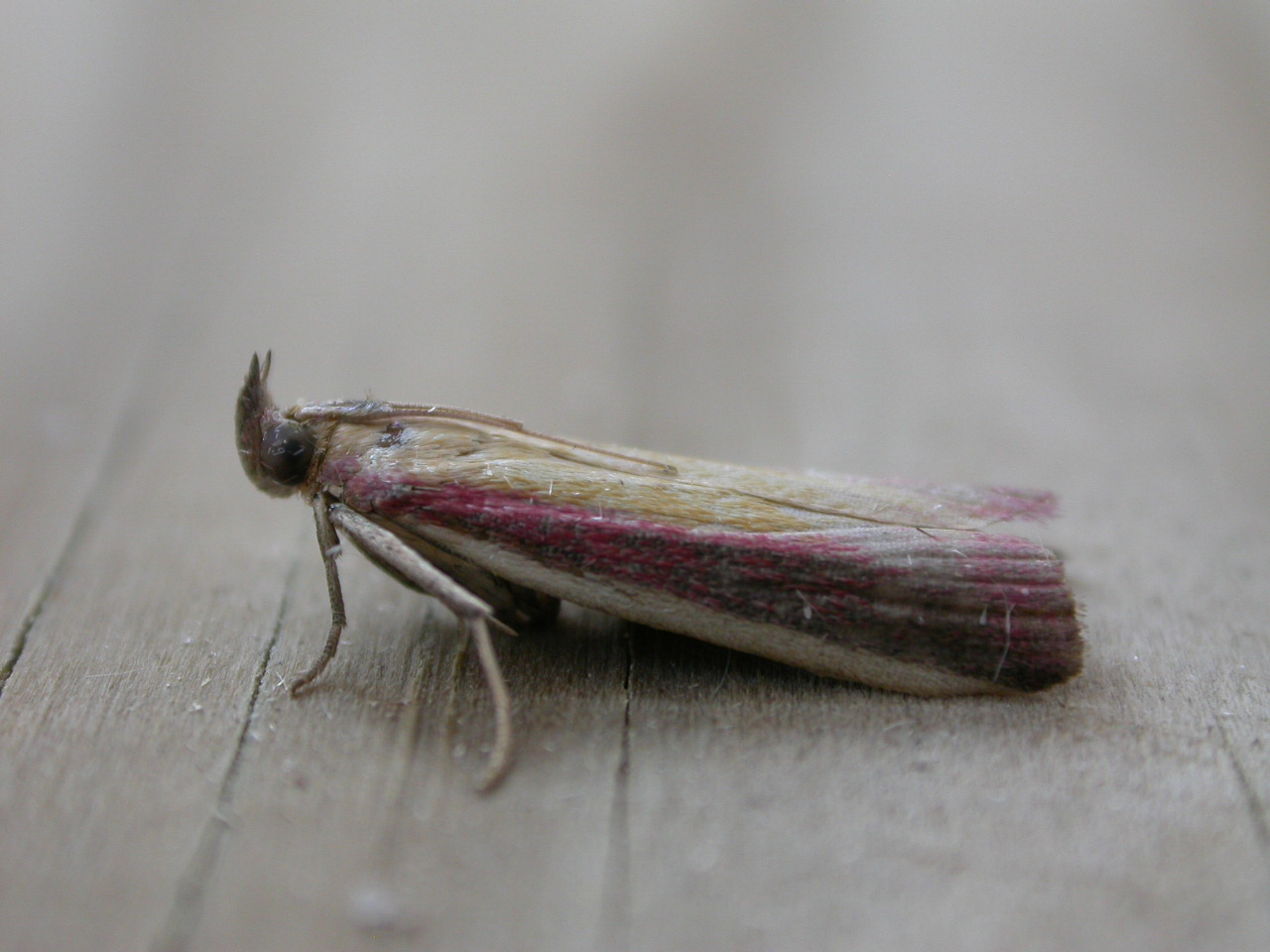
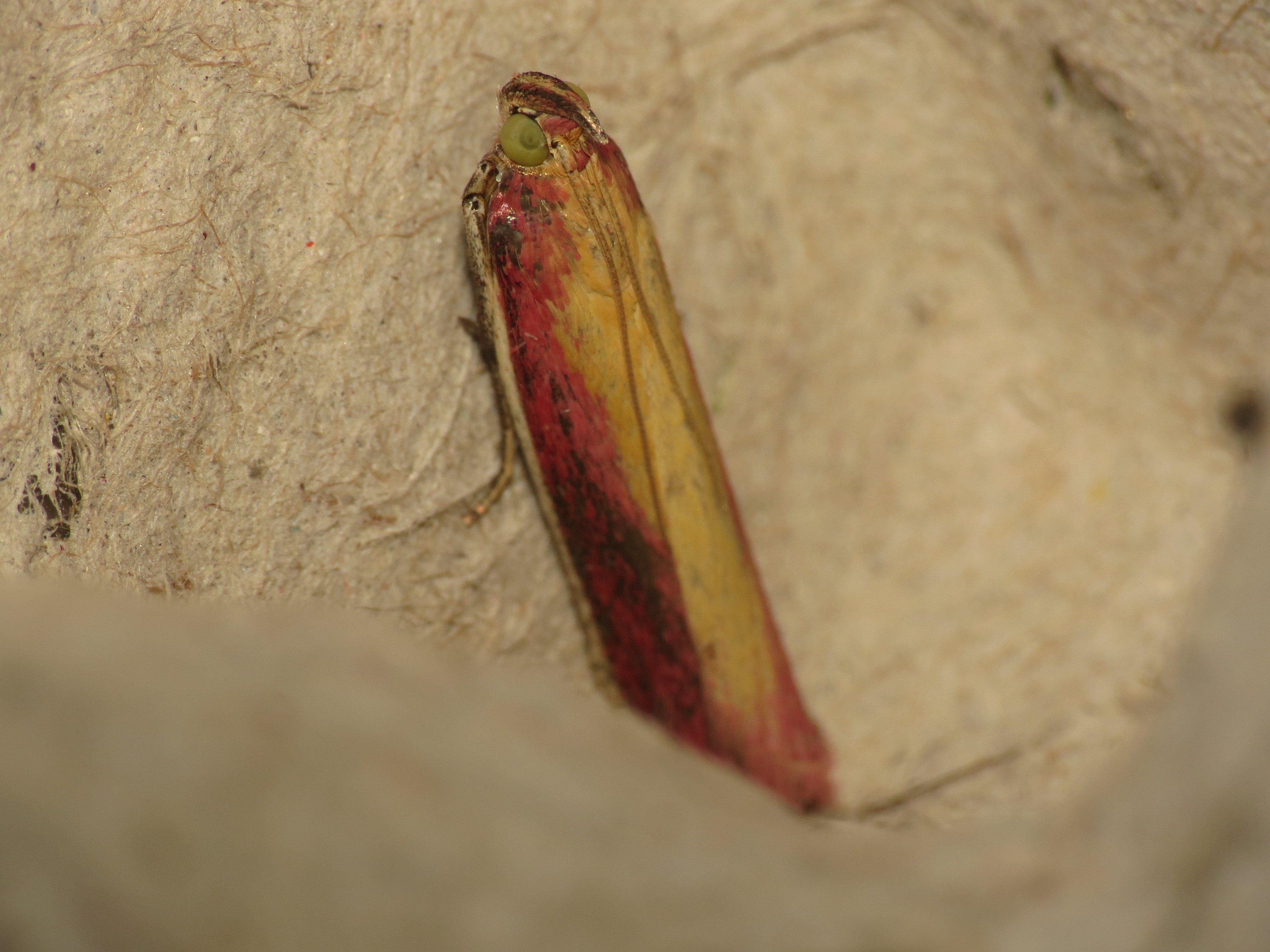
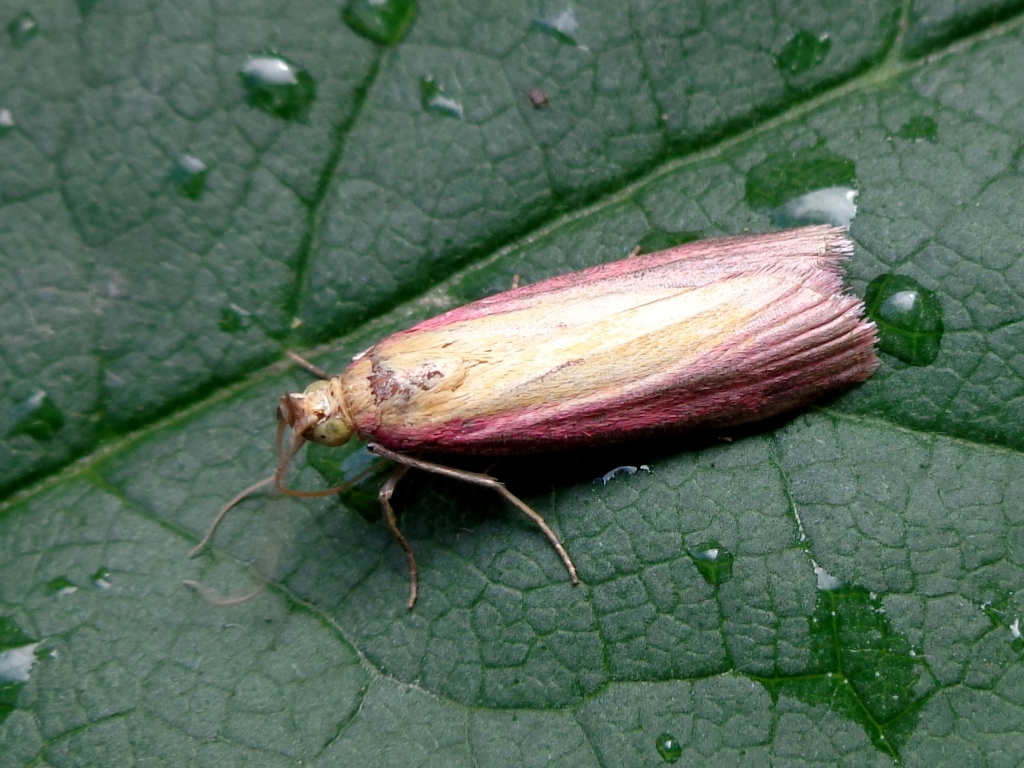
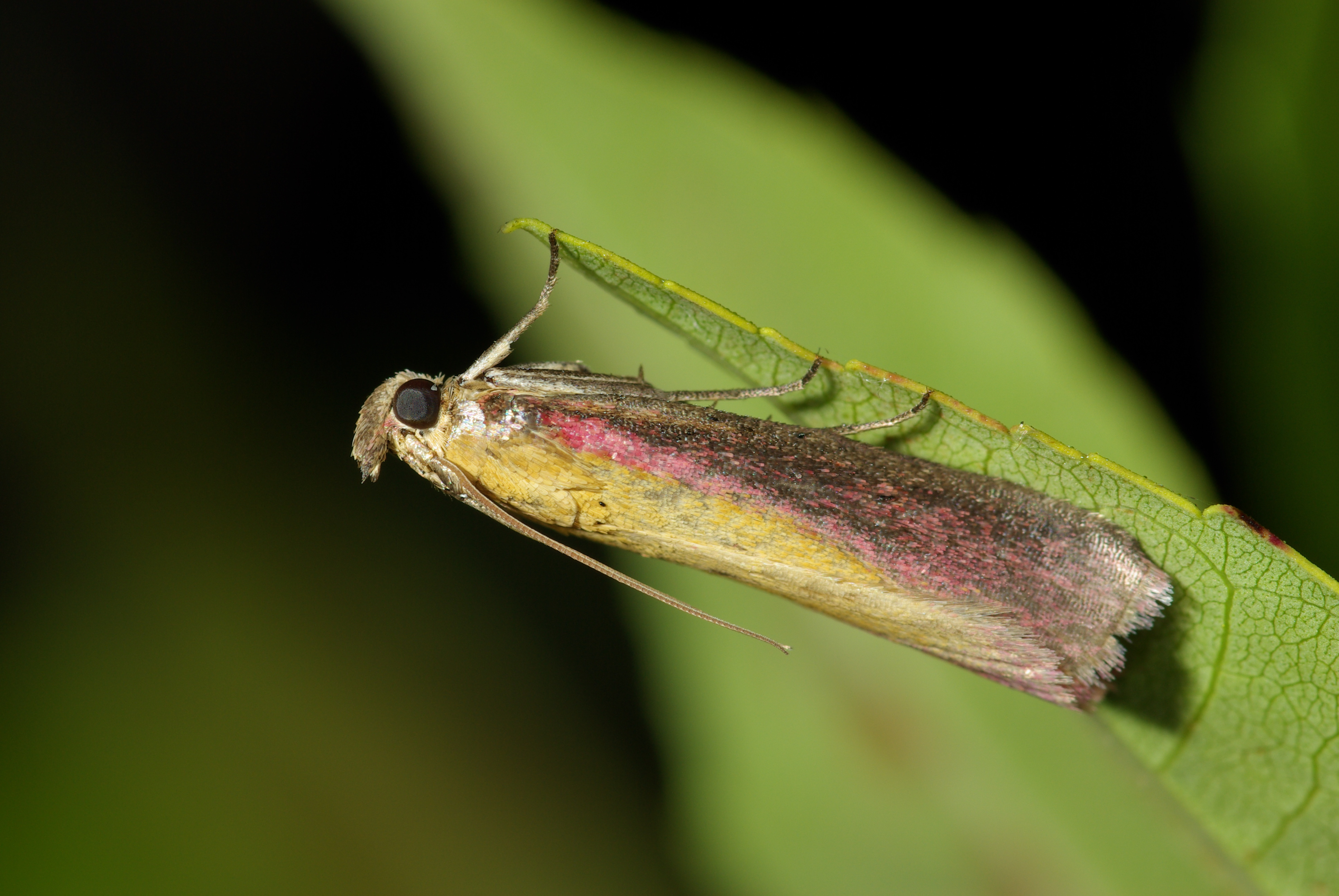
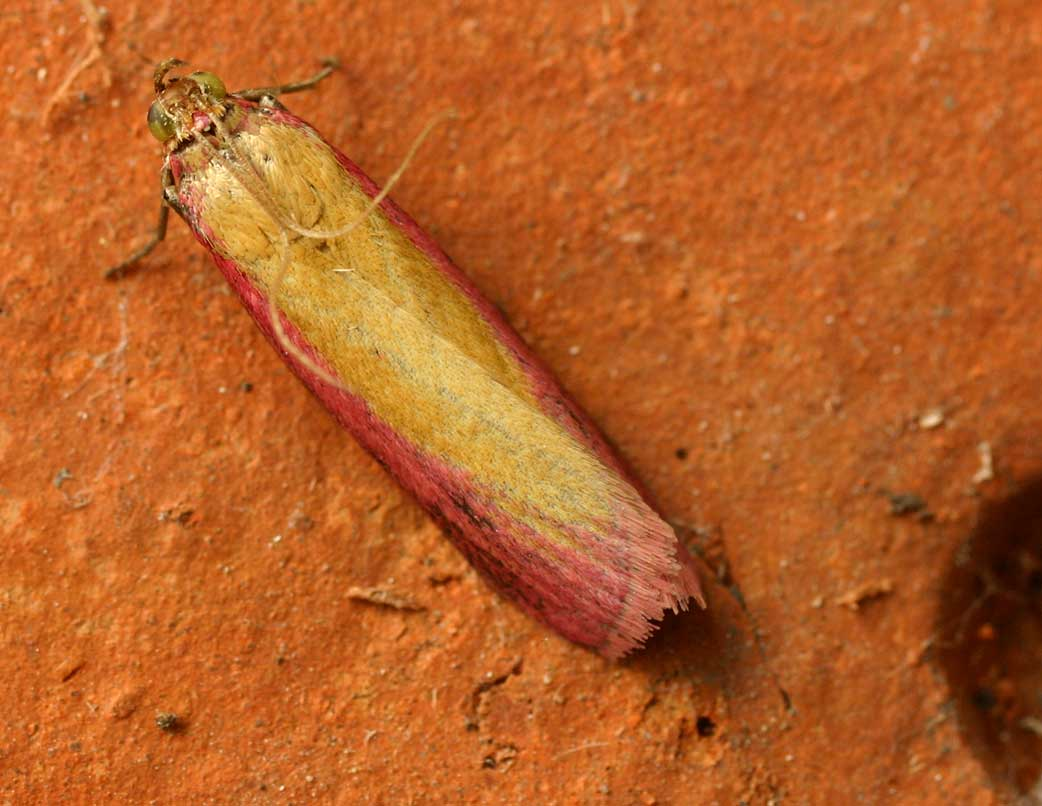

## Dottertaxa tillOncocera, i alfabetisk ordning[1][2]
- Oncocera affinis
- Oncocera albicosta
- Oncocera alboflava
- Oncocera albomelana
- Oncocera aparta
- Oncocera argentilavella
- Oncocera bibasella
- Oncocera bicolor
- Oncocera brunneomelana
- Oncocera brunneonigra
- Oncocera bulganella
- Oncocera carnea
- Oncocera carnella
- Oncocera cenochreella
- Oncocera dubia
- Oncocera faecella
- Oncocera flava
- Oncocera flavitinctella
- Oncocera flavomelana
- Oncocera floridana
- Oncocera franki
- Oncocera furvicostella
- Oncocera glaucocephalis
- Oncocera grisella
- Oncocera griseosparsella
- Oncocera homotypa
- Oncocera horrens
- Oncocera hortensis
- Oncocera hyrcana
- Oncocera icterella
- Oncocera icteroides
- Oncocera ignicephalis
- Oncocera inermis
- Oncocera infausta
- Oncocera injucunda
- Oncocera karkloofensis
- Oncocera laetanella
- Oncocera leucosticta
- Oncocera lugubris
- Oncocera mediterranea
- Oncocera mikadella
- Oncocera mongolica
- Oncocera mongolumbra
- Oncocera mundellalis
- Oncocera natalensis
- Oncocera nigerrima
- Oncocera nigrans
- Oncocera nigrella
- Oncocera nonplagella
- Oncocera ochreomelanella
- Oncocera orientalis
- Oncocera polygraphella
- Oncocera psammathella
- Oncocera pseudumbra
- Oncocera pulchra
- Oncocera purpurella
- Oncocera roseoflava
- Oncocera rubromelana
- Oncocera rudrobrunnea
- Oncocera salisburyensis
- Oncocera sanguinea
- Oncocera sanguinella
- Oncocera sarniensis
- Oncocera scalaris
- Oncocera semirubella
- Oncocera shensicola
- Oncocera similis
- Oncocera sinicolella
- Oncocera sordida
- Oncocera spiculata
- Oncocera spissa
- Oncocera squamata
- Oncocera stictoglaucella
- Oncocera subicterella
- Oncocera submundellalis
- Oncocera tahlaella
- Oncocera tricolor
- Oncocera umbra
- Oncocera umbrosella
- Oncocera yuennanella
- Oncocera zoetendalensis